# Warhammer
|  | Denne artikel omhandler Warhammer Fantasy Battle. For fremtidsudgaven, se Warhammer 40.000 (40k). |
Warhammer Fantasy Battle er et figurkrigsspil sat i en fantasy-verden, og er blevet udgivet af Games Workshop siden 1983. Et vigtigt element i spillet er at samle og male figurer. 

## Oversigt over spillet
I Warhammer kæmper to eller flere spillere imod hinanden med hære af figurer på 25 mm - 250 mm. Hver spiller laver sin egen hær, så den passer til et bestemt styrkeniveau som er aftalt før kampen. Spillet spilles på en plade af en vis størrelse, som repræsenterer en slagmark. På pladen sættes forskellige former for terræn som spillerne kan bruge til at manøvrere rundt om. De fleste typer figurer opererer i enheder af 5-20 figurer, som stilles op i rækker, ofte med en officer, et banner og en musiker i front. Andre typer inkluderer stridsvogne, artilleri og monstre. 
Kamp i spillet foregår ved at rulle almindelige terninger - typisk en for hver figur, der angriber. Derudover er der en række regler for blandt andet artilleri og magi. En vigtig del af en kamp er enhedernes morale - en enhed der taber i kamp eller som møder en skrækindjagende modstander, har en vis risiko for at flygte fra kampen. 
Spillets regler er beskrevet i en enkelt regelbog. Derudover er det nødvendigt at købe en bog der beskriver den hær, man vil spille. I 2010 udkom den 8. udgave af spillets regler. 

## Hærene
Et vigtigt element i spillet er de forskellige typer hære, man kan spille. Hver hær er beskrevet i en separat bog, og har sine egne typer tropper. Hver race har desuden en række specielle regler, som er beskrevet i deres bog.
Hvilke hære der har været tilgængelige under de enkelte udgaver af spillet, har varieret en del. I den 8. udgaver er følgende hære tilgængelige i separate bøger:
- Beastmen: Gedebukkemænd der tjener chaos.
- Bretonnia: En menneskelig nation med forskellige typer riddere som omdrejningspunktet for deres hær. Inspireret af legenden om Kong Arthur.
- Daemons of Chaos: Dæmoner fra chaoslandene.
- Dark Elves: En race af onde elvere, som er udsprunget af High Elves.
- Dwarfs: Dværgene har ingen troldmænd, men er til gengæld gode til artilleri og mekanik.
- High Elves: Elvere der fokuserer på magi, buer og specialiserede enheder.
- Lizardmen: Denne hær består af forskellige øgle-racer, og er inspireret af sydamerikanske indianere.
- Ogre Kingdoms: En race af kæmpe menneskelignende uhyrer, inspireret af mongolerne.
- Orcs & Goblins: Orker og gobliner kæmper sammen. Denne hær er kendetegnet ved en høj grad af tilfældighed.
- Skaven: En race af rottemennesker, som lever under jorden. Skaven har ofte store mængder af svage soldater, suppleret med en lang række specielle enheder.
- The Empire: Et menneskeligt kejserrige, inspireret af det Tyske Kejserrige. En meget alsidig hær.
- Tomb Kings: En hær af udøde, inspireret af det gamle Ægypten.
- Vampire Counts: En hær af udøde, anført af vampyrer. Inspireret af Dracula-myten.
- Warriors of Chaos: En hær af chaos-krigere. Består især af tungt infanteri og tungt kavaleri.
- Wood Elves: En race af skovelvere, suppleret af en række naturvæsner som for eksempel dryader. Denne hær specialiserer sig i at udmanøvrere sine modstandere.

Derudover trykkes der med jævne mellemrum mindre hærlister, blandt andet i Games Workshops blad, White Dwarf.

## Andre spil i serien
En række spil er blevet afledt af Warhammer Fantasy Battles. Det gælder blandt andet Blood Bowl, der handler om amerikansk fodbold i Warhammerverdenen, og Warhammer Fantasy Roleplay, som er et populært system til at spille rollespil i Warhammer-verdenen. I 1987 udkom desuden Warhammer 40.000, som er en science fantasy version af Warhammer Fantasy Battle. Warhammer 40.000 har i sig selv ført til en lang række selvstændige spil.